# Badenheim

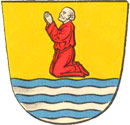
Badenheimer Wappen um 1608

Badenheim ist eine Ortsgemeinde im Landkreis Mainz-Bingen in Rheinland-Pfalz. Sie gehört der Verbandsgemeinde Sprendlingen-Gensingen an, die ihren Verwaltungssitz in der Gemeinde Sprendlingen hat. Badenheim ist Geburtsort von Isaak Maus.

## Geographie
Die Gemeinde liegt westlich der Bundesstraße 50 an den nordwestlichen Ausläufern des rheinhessischen Hügellandes, etwa 10 Kilometer östlich der Stadt Bad Kreuznach. Durch Badenheim fließt der Appelbach (Rheinhessisch: Die Appelbach). Zu Badenheim gehören auch die Wohnplätze Am Bahnhof und Schönborner Hof.

## Geschichte
Ein ausgedehntes frühlatènezeitliches bis spätrömisches Gräberfeld mit aufwändigen Grabgärten sowie ein merowingisches Reihengräberfeld im Bereich der heutigen Bahnhofstraße machen Badenheim zu einem der bedeutendsten archäologischen Fundorte in Rheinhessen.
Badenheim wurde 835 erstmals urkundlich erwähnt, als Kaiser Ludwig der Fromme den Kauf eines Hofes und eines Weinbergs durch das Kloster Prüm bestätigte.
Badenheim lag von 1912 bis 1953 an der schmalspurigen Überlandstraßenbahn Bad Kreuznach–St. Johann. Omnibusse lösten deren Verkehr ab.
Statistik zur Einwohnerentwicklung
Die Entwicklung der Einwohnerzahl von Badenheim, die Werte von 1871 bis 1987 beruhen auf Volkszählungen:
| Jahr | Einwohner |
| ---- | --------- |
| 1815 | 345       |
| 1835 | 434       |
| 1871 | 398       |
| 1905 | 418       |
| 1939 | 397       |

| Jahr | Einwohner |
| ---- | --------- |
| 1950 | 541       |
| 1961 | 434       |
| 1970 | 412       |
| 1987 | 453       |
| 1997 | 524       |

| Jahr | Einwohner |
| ---- | --------- |
| 2005 | 548       |
| 2011 | 589       |
| 2017 | 584       |
| 2023 | 655       |

## Politik

### Gemeinderat
Der Gemeinderat in Badenheim besteht aus zwölf Ratsmitgliedern, die bei der Kommunalwahl am 9. Juni 2024 in einer personalisierten Verhältniswahl gewählt wurden, und dem ehrenamtlichen Ortsbürgermeister als Vorsitzendem.
Die Sitzverteilung im Gemeinderat:
| Wahl | SPD | CDU | WGB | WGA | Gesamt   |
| ---- | --- | --- | --- | --- | -------- |
| 2024 | –   | 7   | 5   | –   | 12 Sitze |
| 2019 | –   | 7   | 2   | 3   | 12 Sitze |
| 2014 | 3   | 5   | 4   | –   | 12 Sitze |
| 2009 | 3   | 6   | 3   | –   | 12 Sitze |
| 2004 | 4   | 5   | 3   | –   | 12 Sitze |

- WGB = Wählergruppe Badenheim e. V.
- WGA = Wählergruppe Auernheimer[6]

### Bürgermeister
Ortsbürgermeister ist Jan Ott (CDU). Bei der Kommunalwahl am 26. Mai 2019 wurde er mit einem Stimmenanteil von 67,82 % gewählt und ist damit Nachfolger von Manfred Lufft (2014–2019) und Werner Ott (bis 2014). Bei der Direktwahl am 9. Juni 2024 wurde Ott mit 70,0 % der Stimmen ohne Gegenkandidaten in seinem Amt bestätigt.

## Kultur und Sehenswürdigkeiten
Die Hauptstraße zeigt in dichter und nahezu noch geschlossener Bebauung das gut erhaltene Ortsbild des 17. bis 19. Jahrhunderts, das von meist giebelständigen Wohnhäusern geprägt ist.

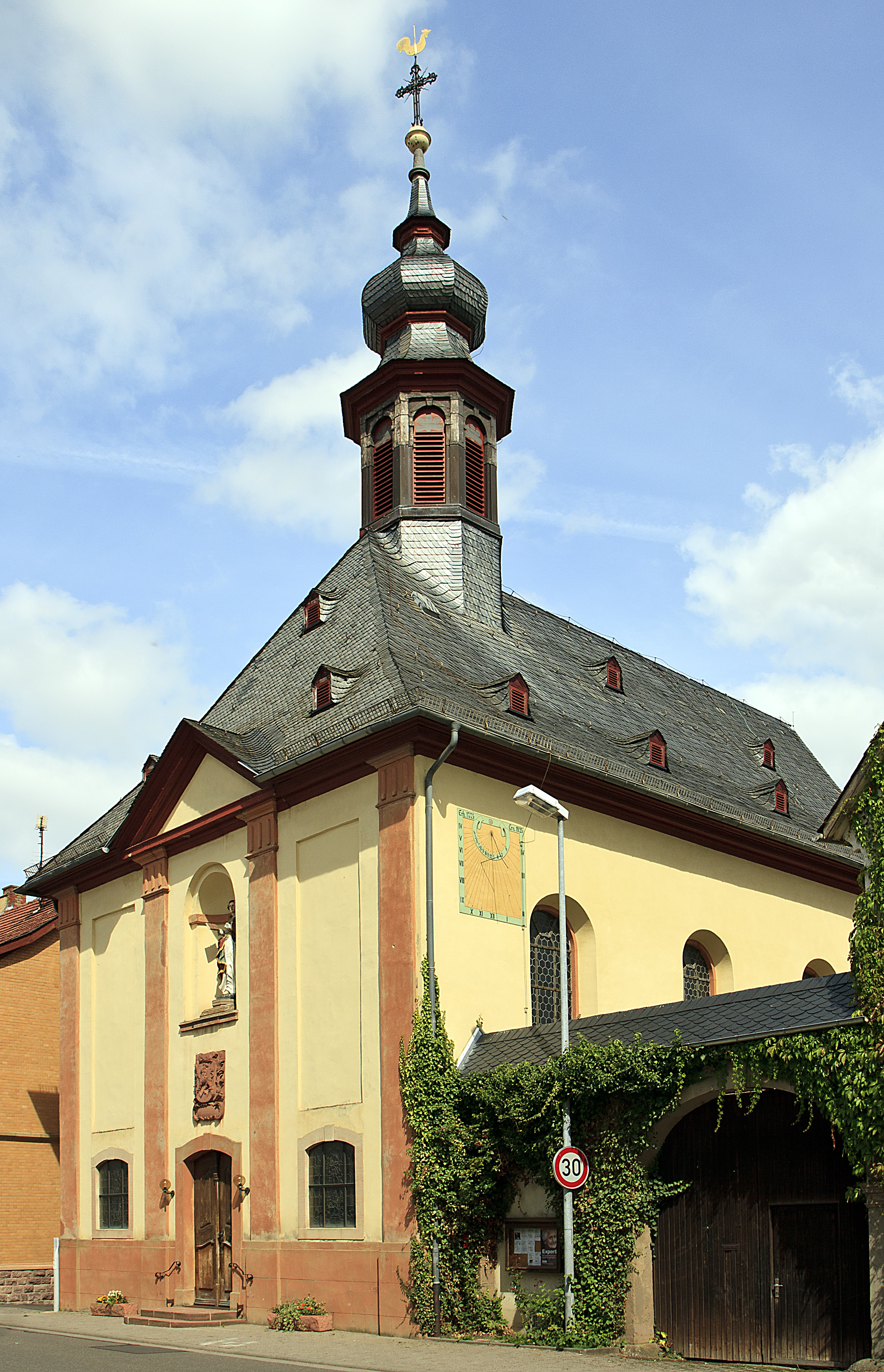
Katholische Pfarrkirche St. Philippus und Jakobus

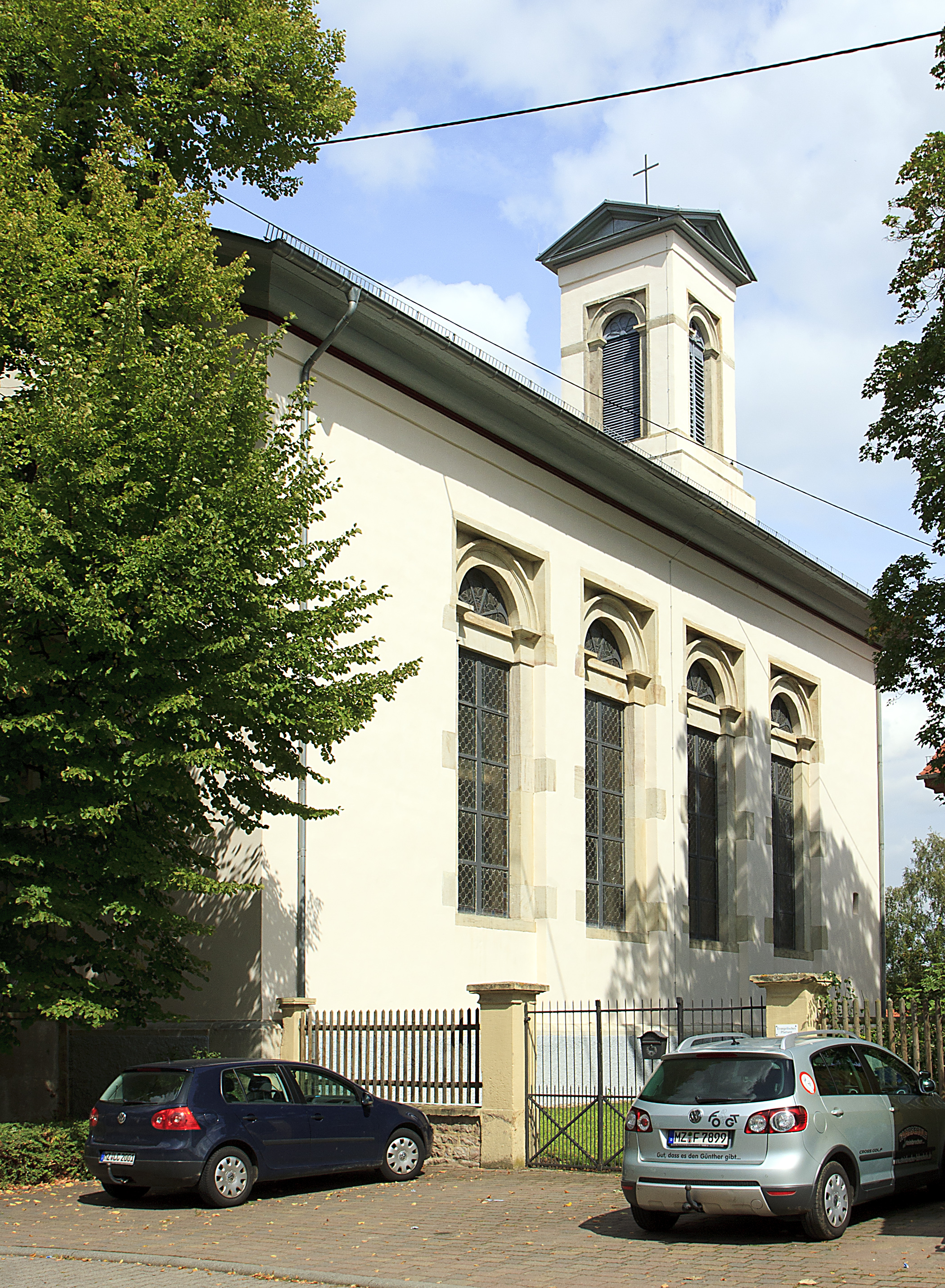
Evangelische Pfarrkirche

Die katholische Kirche St. Philippus und Jakobus wurde 1775 errichtet. Es handelt sich um einen groß dimensionierten Saalbau mit dreiseitig geschlossenem Chor und reich gegliederter Westfassade in der Flucht der Hauptstraße. Über der bauzeitlichen Eingangstüre im Rokokostil befindet sich das Wappen der Stifter und Ortsherren, der Grafen von Schönborn, und eine Nische mit einer hölzernen Marienfigur aus einer Verkündigungsgruppe. Durch den Dachreiter mit Zwiebelhaube bestimmt das Gebäude schon von Weitem das Ortsbild. Besonders hervorzuheben sind der Hochaltar von 1775, wohl aus der Hauskapelle der Grafen von Eltz in Mainz; die 1788/89 von Friedrich und Konrad Grosch aus Partenheim erbaute Orgel mit dem reich verzierten Orgelprospekt und dem 1909 von Michael Körfer (Gau-Algesheim) erneuerten Werk sowie eine hölzerne Immaculata des Mainzer Bildhauers Martin Biterich (* 1691 in Südtirol; † 1759 in Mainz).
Südlich der katholischen Kirche befindet sich die ehem. Schönbornsche Amtskellerei, die 1783 in spätbarocken Formen erbaut und spätestens von 1807 bis in die 1980er Jahre als katholisches Pfarrhaus genutzt wurde. Im Inneren des zweigeschossigen Massivbaues mit Krüppelwalmdach haben sich aus der Erbauungszeit eine schöne Holztreppe mit verziertem Geländer, eine hölzerne Lambris und die Türblätter mit teilweise originalen Zierbeschlägen erhalten. Im Obergeschoss sind besonders zwei nebeneinanderliegende Räume mit einfachen Stuckdecken und Ofennischen hervorzuheben, die durch eine vom Flur aus zugängliche Ofenkammer beschickt werden können. Im Gewölbekeller des Anwesens, das auf dem Gelände des schönbornschen Adelssitzes bei der ehem. Südpforte errichtet wurde, befinden sich möglicherweise noch Reste eines älteren Wehrbaues, da die Mauern mit über drei Metern ungewöhnlich stark sind.
Die evangelische Kirche ist ein großdimensionierter klassizistischer Saalbau in guten Proportionen vom Mainzer Stadtbaumeister Augustin Wetter aus den Jahren 1827–1829. Sie wurde an der Stelle eines 1341 erstmals urkundlich erwähnten Vorgängerbaues errichtet, der unter dem Patronat des Mainzer St.-Alban-Klosters stand. Erwähnenswert ist der Orgelprospekt aus dem Jahre 1720, in den 1866 ein Werk von Ernst Klassmeier, Matorf-Kirchheide bei Lemgo, eingebaut wurde. Heute befindet sich darin ein Werk von Oberlinger. Durch den weithin sichtbaren Turm ist die Kirche ortsbildprägend. Sie gehört zu den bedeutenden Zeugnissen des klassizistischen Landkirchenbaues in Rheinhessen und ist vor allem wegen der zeittypischen Monumentalisierung des Kirchenraumes bemerkenswert (vgl. die evangelischen Kirchen in Bodenheim, Schwabenheim an der Selz, Sprendlingen).
Außerdem sind noch das evangelische Pfarrhaus von 1749 sowie zahlreiche Fachwerkhäuser und Winzerhöfe, besonders entlang der Hauptstraße, sehenswert.
Siehe auch: Liste der Kulturdenkmäler in Badenheim